# Armorial des familles du Maine
- Il y a un (des) conflit(s) entre une figure et son blasonnement.

L'Armorial des familles du Maine présente les armoiries (figures et blasonnements) des familles des provinces du Maine et du Perche, par ordre alphabétique, sans tenir compte de la chronologie.

## Les familles comtales et ducales
| Blason          | Nom de la famille et blasonnement                                                                           |
| --------------- | --- |
|                 | Maison Plantagenêt De gueules à trois léopards d'or l'un sur l'autre. Alias les léopards lampassés d'azur., |
|                 | Capétiens XIIIe siècle D'azur semé de fleurs de lys d'or ; au lambel de trois pendants de gueules.          |
|                 | Maison de Valois XIVe siècle D'azur semé de fleurs de lys d'or ; à la bordure de gueules.,                  |
| Blason du Maine | Comtes du Maine Semé de France, au lion d'argent mis au franc-quartier, à la bordure de gueules.            |

## Les familles du Maine
- Haut – A
- B
- C
- D
- E
- F
- G
- H
- I
- J
- K
- L
- M
- N
- O
- P
- Q
- R
- S
- T
- U
- V
- W
- X
- Y
- Z

### A
| Blason                      | Nom de la famille et blasonnement |
| --------------------------- | --- |
|                             | Famille Abot de Champs de Roufrançois D'azur à la coquille d'argent ; écartelé d'argent, à la branche de fougère de sinople en [pal]., |
|                             | Famille Achard, Crennes-sur-Fraubée, Villeray D'azur au lion d'argent ; à deux fasces alésées de gueules brochant sur le lion. |
|                             | Famille d'Aché ou Asché, Soulgé-le-Bruant Chevronné d'or et de gueules de six pièces, les deux chevrons du haut tronqués. |
|                             | Famille d'Albert de Luynes, Bonnétable Écartelé : aux 1 et 4 d'or au lion couronné de gueules, qui est de Luynes ; aux 2 et 3, contre-écartelé aux 1 et 4 de Bourbon-Soissons, aux 2 et 3 de Montmorency-Luxembourg, et sur le tout des petits quartiers, de Neufchâtel, qui est de gueules au pal d'argent chargé de trois chevrons de sable. |
|                             | Comtes d'Alençon, Beaumont-sur-Sarthe D'azur à trois fleurs de lys d'or ; à la bordure de gueules chargée de huit besants d'argent. |
|                             | Famille d'Amboise, La Ferté-Bernard Palé d'or et de gueules de six pièces. |
|                             | Famille Amelot, Saint-Calais, Évron D'azur à trois cœurs d'or surmontés d'un soleil de même. |
|                             | Famille d'Andigné ou Dandigné, Jublains, Noyen-sur-Sarthe D'argent à trois aigles éployées de gueules, [becquées et] membrées d'azur. |
|                             | Famille d'Angennes, Arquenay De sable au sautoir d'argent. |
|                             | Famille d'Anthenaise ou Antenaise, La Chapelle-Anthenaise D'argent à trois bandes de gueules. Alias à la croix de gueules cantonnée de quatre roses de même. |
|                             | Famille d'Argouges, Assé-le-Boisne, Bérus Écartelé d'or et d'azur, à trois quintefeuilles de gueules, deux en chef, une en pointe. |
|                             | Famille d'Armagnac, Mayenne, La Ferté-Bernard Écartelé : aux 1 et 4 d'argent au lion de gueules, qui est Armagnac ; aux 2 et 3 de gueules au léopard lionné d'or, qui est Rodez. |
|                             | Famille d'Aubert, Courbeveille De gueules à trois maillets d'or., |
|                             | Famille Aubery, La Fontaine-Saint-Martin De gueules au croissant d'or accompagné de trois trèfles d'argent, 2 et 1. |
|                             | Famille d'Aubigné, Oizé De gueules au lion d'hermine couronné, armé et lampassé d'or. |
|                             | Famille Auvé, Soulgé-le-Bruant D'argent à la croix de gueules, cantonnée de douze merlettes du même, posées 2 et 1 dans chaque canton. |
| d'argent au chef de gueules | Famille d'Avaugour, Mayenne, Saint-Jean-des-Échelles D'argent au chef de gueules. Alias écartelé aux 1 et 4 de La Baume qui est d'argent à une bande vivrée d'azur, aux 2 et 3 de Château-Vilain qui est de gueules au lion d'or semé de billettes de même ; sur le tout d'Avaugour.                                                           |

### B
| Blason                              | Nom de la famille et blasonnement |
| ----------------------------------- | --- |
|                                     | Famille de Bailleul de Château-Gontier, Château-Gontier Parti d'hermine et de gueules. |
| Blason Bar                          | Famille de Bar, Montmirail D'azur à deux bars adossés, et semé de croix recroisetées au pied fiché d'or. |
|                                     | Famille de La Barberie, Cigné D'azur à trois têtes d'aigle, arrachées d'or. |
|                                     | Famille Barrin de La Galissonnière ou Barin, Avoise D'azur à trois papillons d'or. |
|                                     | Famille de Barville, Villaines-la-Carelle, Louzes D'argent à deux bandes de gueules. |
|                                     | Famille de Bastard, Fontenay-sur-Vègre, Montreuil-le-Henri D'or à une demi-aigle impériale de gueules ; parti d'azur à une demi-fleur de lys d'or.                                                                                               |
| Blason Famille de La Baume Le Blanc | Famille de La Baume Le Blanc, Marçon Coupé de gueules et d'or ; au léopard lionné d'argent sur gueules (couronné d'or) et de sable sur or. |
| Blason Famille de Beaumanoir        | Famille de Beaumanoir de Lavardin, Lavardin D'azur à onze billettes d'argent, posées 4, 3, 4. |
| Blason Famille de Beaumont          | Famille de Beaumont, vicomtes du Maine Chevronné d'or et de gueules de huit pièces. Alias d'azur au lion d'or. Alias semé de fleurs de lys d'or, au lion de même.                                                                                |
|                                     | Famille de Beaumont d'Autichamp, Château-Gontier De gueules à la fasce d'argent chargée de trois fleurs de lys d'azur. |
|                                     | Famille de Beauvau, Craon, Précigné D'argent à quatre lions de gueules cantonnés, armés, lampassés et couronnés d'or. |
|                                     | Famille du Bellay, Lavenay, Ambrières-les-Vallées D'argent à la bande fuselée de gueules, accompagnée de six fleurs de lys d'azur mises en orle, trois en chef, trois en pointe.                                                                 |
|                                     | Famille Bellefond, Mée D'azur au chevron d'or, accompagné de trois losanges d'argent. |
| Blason Famille Bernard              | Famille Bernard de La Fosse, Le Mans D'argent à deux lions léopardés de sable, armés et lampassés de gueules. |
|                                     | Famille Le Boindre, Fillé De pourpre au chevron d'or accompagné en chef de deux roses, et en pointe d'une pomme de pin, le tout d'or. |
| d'argent à la bande gueules         | Famille du Bois-Béranger ou Bois-Bérenger, Ernée D'argent à la bande de gueules. |
|                                     | Famille de La Bonninière, Beaumont-sur-Dême D'argent à une fleur de lys de gueules. |
|                                     | Famille du Bouchet de Sourches, Saint-Symphorien, Saint-Léonard-des-Bois D'argent à deux fasces de sable, qui est du Bouchet ; écartelé d'azur, semé de France au lion [d'argent armé, lampassé et couronné] de gueules, qui est de Montsoreau., |
|                                     | Famille de Bouillé, Torcé-Viviers-en-Charnie, Arquenay D'argent à la fasce de gueules, frettée d'or, [accompagnée] de deux burelles de gueules. Alias de gueules à trois fasces d'argent, celle du milieu frettée de sable.                      |
|                                     | Famille de Bourbon, Perche-Gouët D'or au lion de gueules, à l'orle de huit coquilles d'azur. |
| Blason Bourbon-Condé                | Famille de Bourbon-Condé, Montmirail, Clermont-Créans D'azur à trois fleurs de lys d'or, au bâton de gueules péri en bande. Alias à la bordure de gueules.                                                                                       |
|                                     | Ducs de Bourgogne, Perche-Gouët Bandé d'or et d'azur de six pièces ; à la bordure de gueules. |
|                                     | Famille de Brancas, Lassay, La Ferté-Bernard D'azur au pal d'argent, chargé de trois tours de gueules et accosté de quatre jambes de lion d'or affrontées en bande et en barre, mouvantes des flancs de l'écu.                                   |
|                                     | Famille de Brée et Brée du Fouilloux, Brée, Saint-Germain-le-Fouilloux D'argent à deux fasces de sable ; au sautoir de gueules brochant sur le tout. Alias fascé d'azur et d'argent, au lion brochant, armé, lampassé et couronné d'or.          |
|                                     | Famille Le Breton de Vannoise, Bellême D'argent à trois roses de gueules, 2 et 1. |
| Blason Famille de Brie              | Famille de Brie de Serrant, Juillé D'argent à quatre fasces de sable ; au lion de gueules brochant sur le tout. |
|                                     | Famille Brûlart, Fay De gueules à la bande d'or chargée d'une trainée de cinq barillets de poudre de sable. |
| Blason Bueil                        | Famille de Bueil, Dissay-sous-Courcillon, La Chartre-sur-le-Loir D'azur au croissant montant d'argent accompagné de six croix recroisetées au pied fiché d'or, trois en chef, trois en pointe.                                                   |

### C
| Blason          | Nom de la famille et blasonnement |
| --------------- | --- |
|                 | Famille de Caignou, Magny-le-Désert D'azur à trois bandes d'or. |
|                 | Famille Caillard, Aillières-Beauvoir D'argent au chevron de gueules, accompagné de trois merlettes de sable. |
|                 | Famille de Carbonnel, La Guierche Coupé de gueules et d'azur, à trois tourteaux d'hermine. Alias à trois molettes d'argent. |
|                 | Famille de Caumont, Roullée D'azur à trois léopards d'or l'un sur l'autre, armés, lampassés [et couronnés] de gueules. |
|                 | Famille Chabot, Lignières-la-Carelle D'or à trois chabots de gueules. |
|                 | Famille de Château-Gontier, Château-Gontier D'argent à trois chevrons de gueules. |
|                 | Famille de Châtillon, Perche-Gouët De gueules à trois pals de vair ; au chef d'or. |
|                 | Famille de La Châtre, Épineux-le-Seguin, Malicorne-sur-Sarthe De gueules à la croix ancrée de vair. |
| Blason Choiseul | Famille de Choiseul de Praslin, Sainte-Suzanne D'azur à la croix d'or, cantonnée de dix-huit billettes de même, cinq en chaque canton du chef, quatre en chaque canton du bas de l'écu.                                                          |
|                 | Maison de Chourses ou Chources, Saint-Symphorien D'argent à cinq [trangles] de gueules. |
|                 | Famille Le Clerc de Juigné, Juigné-sur-Sarthe D'argent à la croix de gueules, bordée-engrêlée de sable, cantonnée de quatre aiglettes de sable, becquées et armées de gueules. Devise : « Ad alta »                                              |
|                 | Famille de Clermont, Saint-Calais De gueules semé de trèfles d'or ; à deux bars adossés de même. |
|                 | Famille de Coësmes, Bonnétable, Le Grand-Lucé D'or au lion d'azur armé et lampassé de gueules. |
|                 | Famille Colbert, Sablé-sur-Sarthe, Pincé D'or à la bisse d'azur ondoyante en pal. Devise : « Perite et recte » |
|                 | Famille Conseil, Aillières-Beauvoir De gueules à la croix fleurdelisée d'argent, cantonnée d'une rose de même à dextre et d'une coquille aussi d'argent à senestre du chef de l'écu.                                                             |
|                 | Famille Le Cornu, Brée, Brecé D'or au [rencontre] de cerf de gueules, surmonté d'une aigle éployée de sable. |
|                 | Famille de Cossé-Brissac, Sillé-le-Guillaume De sable, à trois fasces d'or dentelées par le bas. |
|                 | Famille de Courtarvel ou Courtalvel, Courtalvert, Pezé-le-Robert, Le Mans D'azur au sautoir d'or, accompagné de seize losanges de même, posés en fasce au chef et à la pointe ; aux flancs rangés en pal ; 3 et 1., Alias les losanges d'argent. |
|                 | Famille Courtin de Torsay, La Ferté-Bernard De gueules à trois roses [d'or] tigées et feuillées d'argent., |
|                 | Famille de Craon, Sablé-sur-Sarthe Losangé d'or et de gueules. |

### D
| Blason                        | Nom de la famille et blasonnement |
| ----------------------------- | --- |
|                               | Famille Déan, Coudray D'argent au lion de pourpre armé de gueules. Devise : « Vigor in virtute »                                                                     |
|                               | Maison de Dreux, Château-du-Loir, Saint-Calais Échiqueté d'or et d'azur ; à la bordure de gueules.                                                                   |
|                               | Famille de Dreux de Brézé, Mont-Saint-Jean, Saint-Germain-de-Coulamer D'azur au chevron d'or, accompagné en chef de deux roses d'argent, en pointe d'un soleil d'or. |
| Blason Famille de La Dufferie | Famille de La Dufferie, Martigné-sur-Mayenne De sable au chevron d'or, et un trèfle de même en pointe.                                                               |
|                               | Famille Duprat, Rouez, Tennie D'or à la fasce de sable, accompagnée de trois trèfles de sinople, deux en chef, un en pointe.                                         |

### E
| Blason | Nom de la famille et blasonnement |
| ------ | --- |
|        | Famille L'Enfant ou Lenfant, Épineux-le-Seguin, Courbeveille D'argent à la bande d'azur accostée de deux cotices de gueules. Alias d'or à trois fasces de gueules. |
|        | Famille des Eschelles ou Échelles De gueules à trois fasces d'argent.,                                                                                             |
|        | Famille des Escotais ou Écotais, Parigné-le-Pôlin D'argent à trois quintefeuilles de gueules.                                                                      |

### F
| Blason                      | Nom de la famille et blasonnement |
| --------------------------- | --- |
|                             | Famille de Farcy, Arquenay, Launay-Villiers D'or fretté d'azur à six pièces ; au chef de gueules plein. Alias le champ d'argent.,                                             |
|                             | Famille de Faudoas, Doucelles, Chérancé D'azur à la croix d'or. |
|                             | Famille Ferrand, Domfront-en-Champagne De sable à la fasce ondée d'argent, accompagnée de trois traits de flèche, la pointe en bas. Différences entre dessin et blasonnement. |
|                             | Famille de Ferrières ou Ferrière, Vibraye D'hermine à la bordure de gueules, chargée de huit fers de cheval d'or.                                                             |
|                             | Famille Ferron de La Ferronnays ou Ferronnaye, Feron, La Bazouge-des-Alleux D'azur à six billettes d'argent ; au chef de gueules, chargé de trois annelets d'argent.          |
|                             | Famille de Feschal ou Fechal, Forcé, Ceaucé Vairé, contre-vairé d'argent et d'azur, chargé d'une croix étroite de gueules.                                                    |
| Blason Famille du Fou       | Famille du Fou, Pirmil D'azur à l'aigle éployée d'or., |
|                             | Famille Fouquet de La Varenne, Sainte-Suzanne De gueules au lévrier passant d'argent, au collier d'azur semé de fleurs de lys d'or.                                           |
| Blason Franquetot de Coigny | Famille de Franquetot de Coigny, Forcé De gueules à la fasce d'or, chargée de trois étoiles d'azur et accompagnée de trois croissants montants d'or.,                         |
|                             | Famille de Fromentières des Étangs, Saint-Vincent-du-Lorouër D'argent à deux fasces de gueules., Alias de gueules à deux fasces d'argent.                                     |
|                             | Famille de Fromont De gueules à un lion passant d'or., |
|                             | Famille de Froulay de Tessé, Tessé-Froulay D'argent au sautoir de gueules engrêlé de sable.                                                                                   |

### G
| Blason                            | Nom de la famille et blasonnement |
| --------------------------------- | --- |
|                                   | Famille de Gaignon, Louplande, Chemiré-le-Gaudin D'hermine à la croix de [gueules]., |
|                                   | Famille Gauvain du Rancher, Teloché D'azur à l'étoile d'or, surmontée d'une bisse de même posée en fasce ; coupé de gueules à trois roses ou quintefeuilles d'or.                                                             |
|                                   | Famille de Ghaisne, Saint-Germain-de-Coulamer, Chantenay-Villedieu Écartelé : aux 1 et 4, vairé d'or et d'azur, au franc-quartier de sable chargé d'un chef d'argent ; aux 2 et 3, fascé de vair et de gueules à six pièces., |
|                                   | Famille Gibot, Asnières-sur-Vègre D'argent au léopard de sable. |
| Blason Famille Girard de Charnacé | Famille de Girard de Charnacé, Ballée, Solesmes Écartelé : aux 1 et 4 d'azur à trois chevrons d'or, qui est de Girard ; aux 2 et 3 d'azur à trois croisettes pattées d'or, qui est de Charnacé.                               |
|                                   | Famille de Goué, Fougerolles-du-Plessis, Chailland D'or au lion de gueules surmonté, d'une fleur de lys d'azur. |
| Blason Dollon                     | Famille de La Goupillère, Saint-Hilaire-le-Lierru, Dollon D'argent à trois renards passants de gueules l'un sur l'autre., |
| Blason Famille Le Gras du Luart   | Famille Le Gras du Luart, Le Luart, Coudrecieux D'azur à trois rencontres de cerf d'or. |
|                                   | Famille Grignon de La Pélissonnière De gueules à trois clefs d'or. |
|                                   | Famille Guillebon de Beauvoir, Montmirail D'azur à la bande d'or accompagnée de trois besants de même [deux en chef, un en pointe].,                                                                                          |

### H
| Blason | Nom de la famille et blasonnement                                                                                        |
| ------ | --- |
|        | Famille d'Harcourt, Vibraye, Bonnétable De gueules à deux fasces d'or.                                                   |
|        | Famille du Hardas, Chevaigné-du-Maine, Ancinnes D'argent à six tourteaux de gueules, 3, 2, 1.                            |
|        | Famille de Hercé, Hercé, Chantrigné D'azur à trois herses [de labour] d'or., Alias les herses d'argent.                  |
|        | Famille d'Hodebert, Fougerolles-du-Plessis D'or à trois pals d'hermines.,                                                |
|        | Famille d'Humières, Averton, Belinois D'argent fretté de sable.                                                          |
|        | Famille Hurault de Vibraye, Vibraye, La Guierche D'or à la croix d'azur cantonnée de quatre ombres de soleil de gueules. |

### J
| Blason                                         | Nom de la famille et blasonnement |
| ---------------------------------------------- | --- |
|                                                | Famille de La Jaille, Saint-Mars-d'Outillé D'or au léopard lionné de gueules, accompagné de cinq coquilles d'azur, mises en orle, deux à chaque flanc, une en pointe. |
| Blason Famille de La Jaille de La Roche-Talbot | Famille de La Jaille de La Roche-Talbot ou La Roche-Talbot, Sablé-sur-Sarthe D'argent à la bande fuselée de gueules.,                                                 |
|                                                | Famille de Jupilles, Moulins-le-Carbonnel Parti-émanché d'hermine et de gueules.,                                                                                     |

### L
| Blason                 | Nom de la famille et blasonnement |
| ---------------------- | --- |
|                        | Maison de Laval De gueules au léopard d'or.                                                                                                 |
|                        | Famille Lefebvre d'Argencé D'argent à une loutre de sable posée sur une terrasse de sinople ; au chef d'azur chargé de deux roses d'argent. |
|                        | Famille Lefebvre de Cheverus, Mayenne D'argent à la croix ancrée de sable.                                                                  |
|                        | Famille Levasseur, Le Mans D'azur au chevron d'or, accompagné de trois aigles d'argent.                                                     |
|                        | Famille du Liscouet ou Liscoet, Bouër, Valennes D'argent au chef de gueules chargé de sept billettes d'argent, posées 4 et 3.               |
|                        | Famille de Longueval d'Haraucourt, Brette-les-Pins Bandé de vair et de gueules.                                                             |
| Blason Famille de Loré | Famille de Loré, Oisseau, Couptrain D'hermine à trois quintefeuilles de gueules.                                                            |
|                        | Maison de Lorraine, Sablé-sur-Sarthe, La Ferté-Bernard D'or à la bande de gueules, chargée de trois alérions d'argent.                      |

### M
| Blason                       | Nom de la famille et blasonnement |
| ---------------------------- | --- |
| Blason Famille de Madaillan  | Famille de Madaillan de Lassay, Lassay-les-Châteaux Tranché d'or et de gueules (Madaillan) ; écartelé d'azur au lion d'or (Lesparre). |
|                              | Famille de Malherbe, Marçon D'or à deux jumelles de gueules, surmontées de deux [lions] affrontés aussi de gueules., Alias les lions léopardés., |
|                              | Famille de La Marzelière, Landivy De sable à trois fleurs de lys d'argent. |
| Blason Famille de Mathefelon | Famille de Mathefelon ou Matefelon, Brûlon De gueules à six écussons d'or, 3, 2 et 1., |
|                              | Famille Maudet, Vallon-sur-Gée D'azur à trois poissons d'argent l'un sur l'autre., |
|                              | Famille de Mayenne, Mayenne, Gorron De gueules à six écussons d'or, 3, 2 et 1. |
| Blason Mazarin               | Famille Mazarin de Mayenne, Mayenne D'azur à une hache consulaire d'argent, entourée d'un faisceau de verges d'or lié d'argent, et une fasce de gueules, chargée de trois étoiles d'or, brochant sur le tout. Alias écartelé ; aux 2 et 3, d'azur à deux poissons d'argent posés en pal, qui est Mancini. |
|                              | Famille des Mazis, Duneau, Écommoy De gueules à la fasce d'or, chargée de trois molettes de sable. |
|                              | Maison de Melun, Montmirail D'azur à sept besants d'or, 3, 3 et 1 ; au chef d'or. |
|                              | Famille de Mengin, Montmirail, Saint-Ulphace D'azur à la fasce d'or, sommée d'un griffon, issant de même. |
|                              | Famille de Menou (Perche) De gueules à la bande d'or. |
|                              | Famille du Merle, Gorron De gueules à trois quintefeuilles d'argent. |
|                              | Famille de Montboissier, Chahaignes, Ruillé-sur-Loir D'or semé de croisettes de sable ; au lion du même brochant., |
|                              | Famille de Montbourcher, Forcé D'or, à trois marmites de gueules, 2 et 1. |
|                              | Famille de Montecler ou Montécler, Évron, Bourgon De gueules au lion couronné d'or. Alias au lion d'or. |
|                              | Famille de Montesson, Bais, Saint-Ouën-des-Vallons D'argent à trois quintefeuilles d'azur, 2, 1. |
|                              | Famille de Montfort-l'Amaury, Château-du-Loir De gueules au lion d'argent, à la queue fourchue. |
|                              | Famille de Montjean ou Montejean, Sillé-le-Guillaume D'or fretté de gueules. |
|                              | Maison de Montmorency-Laval ou Laval-Montmorency, Laval D'or à la croix de gueules, chargée de cinq coquilles d'argent, et cantonnée de seize alérions d'azur., |
|                              | Famille de La Motte-Fouqué, Passais De [sable] à la fasce d'or., |
| Blason Murat                 | Famille de Murat de Montfort, Montfort-le-Gesnois, Changé D'azur à trois fasces d'argent, maçonnées et crénelées de sable, la première de cinq créneaux, la seconde de quatre et la troisième de trois, ouverte au milieu en porte.                                                                       |

### N
| Blason | Nom de la famille et blasonnement |
| ------ | --- |
|        | Famille Négrier, Le Mans D'or à trois têtes de Maure de sable tortillées d'argent.                                                                                |
|        | Famille de Neufville de Villeroy ou Neuville, Aron, Commer D'azur au chevron d'or accompagné de trois croix ancrées de même.                                      |
|        | Maison de Nevers, Perche-Gouët D'azur semé de billettes d'or ; au lion de même, armé et lampassé de gueules, brochant sur le tout.,                               |
|        | Famille de Nicolaÿ ou Nicolaï, Guécélard, Montfort-le-Gesnois D'azur à la levrette courante d'argent, ayant un collier de gueules bordé d'or et l'anneau de même. |
|        | Famille des Nos ou Desnos, Alexain, Saint-Berthevin-la-Tannière D'argent au lion de sable, armé, lampassé et couronné de gueules.,                                |

### O
| Blason               | Nom de la famille et blasonnement                                           |
| -------------------- | --------------------------------------------------------------------------- |
| Blason Famille Ogier | Famille Ogier, Sillé-le-Philippe, Meurcé D'argent à trois trèfles de sable. |

### P
| Blason                                | Nom de la famille et blasonnement |
| ------------------------------------- | --- |
|                                       | Famille de Pannard ou Pannart, Pennart, Thubœuf, Saint-Paul-le-Gaultier D'argent à deux bandes de gueules. |
|                                       | Famille de Parseval (Perche) D'argent au pal de sable chargé de trois étoiles d'argent. |
|                                       | Famille de Parthenay-l'Archevêque, Montfort-le-Gesnois, Bonnétable Burelé d'argent et d'azur de dix pièces ; à la bande brochante de gueules. |
|                                       | Famille Le Peletier ou Lepelletier, Le Mans D'azur à la croix pattée d'argent, chargée en cœur d'un chevron de gueules, accosté de deux molettes d'éperon de sable et accompagné en pointe d'une rose de gueules. |
|                                       | Famille Perrault, Montmirail, Melleray D'azur à la croix à double traverse d'or, élevée sur trois annelets de même ; parti d'azur à trois bandes d'or. |
|                                       | Famille de Perrochel, Saint-Aubin-de-Locquenay, Moitron-sur-Sarthe D'azur à deux croissants en chef et une étoile en pointe, le tout d'or. |
|                                       | Famille du Plessis-Richelieu de La Ferté-Bernard ou Richelieu, La Ferté-Bernard D'argent à trois chevrons de gueules. |
|                                       | Famille de Poitiers, Belinois D'azur à six besants d'argent, 3, 2, 1 ; au chef d'or., |
| Blason Famille du Pont d'Aubevoye     | Famille du Pont d'Aubevoye ou Dupont, Coulongé, Voivres-lès-le-Mans D'argent à deux chevrons de gueules., Devise : « Virtute et labore » |
|                                       | Famille du Pontavice, Villaines-sous-Lucé, La Dorée D'argent au pont de trois arches de gueules, maçonné de sable., |
| Blason Famille Potier                 | Famille Potier de Gesvres, Gesvres, Couptrain D'azur à deux mains dextres appaumées d'or ; au franc-quartier échiqueté d'argent et d'azur. |
| d'argent à la croix alésée de gueules | Famille Pothon de Xaintrailles ou Saintrailles, Rothelin de Xaintrailles, Poton, Château-du-Loir D'argent à une croix alésée de gueules., |
|                                       | Famille Prudhomme de La Boussinière et de Meslay, Saint-Christophe-en-Champagne, Meslay-du-Maine D'azur à deux épées d'argent montées d'or posées en sautoir, et au chef d'argent chargé de trois merlettes de sable. Alias à deux épées d'or en sautoir, accompagnées de trois merlettes du même, deux en flancs, une en pointe. |
|                                       | Famille du Puy-du-Fou, Avoise De gueules à trois macles d'argent. |

### R
| Blason                       | Nom de la famille et blasonnement                                                                                            |
| ---------------------------- | --- |
| Blason Famille de Raffin     | Famille de Raffin, Ballon D'azur à la fasce d'argent, surmontée de trois étoiles d'or rangées en fasce.                      |
|                              | Famille de Rasilly, Tuffé De gueules à trois fleurs de lys d'or, 2 et 1.                                                     |
|                              | Famille de Robien, Avessé D'azur à dix billettes d'argent, 4, 3, 2, 1.                                                       |
|                              | Famille de Rochechouart de Bonnivet, Belinois Fascé-enté d'argent et de gueules de six pièces.                               |
| Blason Famille de La Jaille  | Famille des Roches, Sablé-sur-Sarthe, Château-du-Loir D'argent à la bande fuselée de gueules.                                |
|                              | Famille de Rohan de Gié, Château-du-Loir, Lignières-Orgères De gueules à neuf macles d'or posées 3, 3, 3.                    |
| Blason Famille Ruzé d'Effiat | Famille Ruzé d'Effiat, Écommoy De gueules au chevron fascé en ondes d'argent et d'azur, accompagné de trois lionceaux d'or., |

### S
| Blason                       | Nom de la famille et blasonnement |
| ---------------------------- | --- |
|                              | Famille de Sablé, Sablé-sur-Sarthe D'or à l'aigle d'azur., |
|                              | Famille de Saint-Gelais, Ballon D'azur à la croix alésée d'argent ; écartelé, burelé d'argent et d'azur de dix pièces, au lion de gueules, couronné, armé et lampassé d'or., Différences entre dessin et blasonnement. |
| Blason Saint-Rémy-la-Varenne | Famille de Saint-Rémy, Contest, Madré De sable au chevron d'argent, accompagné de trois fleurs de lys d'or. |
|                              | Famille de Saveuse, Thorigné-en-Charnie De gueules à la bande d'or, accompagnée de six billettes de même. |
|                              | Famille de Scépeaux, Astillé, Écommoy Vairé d'argent et de gueules., |
|                              | Famille de Semallé, Louzes D'argent à la bande de gueules accompagnée d'un faucon de sable armé d'or., |
|                              | Famille de Souvré de Courtenvaux ou Courtanvaux, Bessé-sur-Braye D'azur à cinq cotices d'or. |
|                              | Famille de Surgères, Ballon De gueules fretté de vair. |

### T
| Blason                     | Nom de la famille et blasonnement |
| -------------------------- | --- |
|                            | Famille de Talhouët du Lude, Le Lude D'argent à trois pommes de pin de gueules, posées 2 et 1, la queue en bas. |
|                            | Famille de Tascher, Le Mans, Pouvrai D'argent à trois fasces d'azur chargées chacune de trois flanchis d'argent, et accompagnées en chef de deux soleils [de gueules]., |
|                            | Famille Le Tellier de Louvois, Bessé-sur-Braye D'azur à trois lézards d'argent posés en pal [rangés en fasce] ; au chef cousu de gueules, chargé de trois étoiles d'or. |
| Blason Famille de Thevalle | Famille de Thévalle ou Thevale, Chémeré-le-Roi D'or à trois annelets de sable, 2 et 1. |
|                            | Famille de La Touche ou La Tousche, Chevaigné-du-Maine, Chailland De gueules à trois besants d'or, 2 et 1. |
|                            | Maison de La Trémoille, Craon, Laval D'or au chevron de gueules, accompagné de trois aiglettes d'azur, becquées et membrées de gueules. |
|                            | Famille Treton de Vaujuas-Langan ou de Vaujuas, Marcillé-la-Ville, Le Bourgneuf-la-Forêt Écartelé : aux 1 et 4, d'or à la rose de gueules, accompagnée de quatre étoiles d'azur (Treton) ; aux 2 et 3, de sable au léopard d'argent, lampassé, armé et couronné de gueules (Langan)., Alias d'or à la rose de gueules cantonnée de quatre étoiles de même. |
|                            | Maison de Trie, Saint-Calais D'or à la bande d'azur. |
|                            | Famille Trivulce, Château-du-Loir Palé d'or et de sinople de six pièces. |

### V
| Blason | Nom de la famille et blasonnement |
| ------ | --- |
|        | Famille de Vahais ou Vahaie, Vahaye, Fercé-sur-Sarthe D'azur au soleil d'or.,                                                                                 |
|        | Famille de La Vallée olim Luet, Blandouet D'argent au lion lampassé de gueules, armé de sable, tenant en sa gueule une branche de laurier.                    |
|        | Famille de Vanssay ou Vanssai, Coulouenné D'azur à trois besants d'argent, chargés chacun d'une moucheture d'hermine et posés 2 et 1.                         |
|        | Famille de Vassé ou Grognet de Vassé, Rouessé-Vassé, Saint-Pierre-sur-Orthe D'or à trois fasces d'azur.                                                       |
|        | Famille de Vaucelles de Ravigny, Ravigny, Champfrémont D'argent, à un chef de gueules, chargé de sept billettes d'or, 4 et 3.                                 |
|        | Famille de Vaumorin, Saint-Hilaire-du-Maine D'argent à trois croissants de gueules.                                                                           |
|        | Famille des Vaux, Champéon, Levaré Coupé d'argent et de sable, au lion de l'un en l'autre, armé et lampassé de gueules., Alias le lion armé et lampassé d'or. |

- Haut – A
- B
- C
- D
- E
- F
- G
- H
- I
- J
- K
- L
- M
- N
- O
- P
- Q
- R
- S
- T
- U
- V
- W
- X
- Y
- Z